# Cygnus OB2-12
Cygnus OB2 #12 ist einer der massereichsten Sterne, die derzeit bekannt sind. Seine Masse liegt gegenwärtig bei ca. 110 M☉. Es handelt sich bei Cyg OB2 #12 um einen Hyperriesen der Spektralklasse B3-4 Ia+. Cyg OB2 #12 befindet sich im Sternbild Schwan in einer Ansammlung von Sternen mit dem Namen Cyg OB2.

## Rätsel
Die physikalischen Eigenschaften von Cyg OB2 #12 geben folgende Rätsel auf:
- Cyg OB2 #12 überschreitet die Humphreys-Davidson-Grenze, liegt aber gleichzeitig unter der Eddington-Grenze. Die beiden Grenzen liefern Anhaltspunkte für die maximale Leuchtkraft und die maximale Masse, die ein Stern haben kann.

- Die physikalischen Eigenschaften von Cyg OB2 #12 sind mit der gegebenen vorherrschenden Lehrmeinung, was die Sternentwicklung angeht schwierig zu vereinbaren, da man bei derart massereichen Sternen (mit entsprechend hoher Leuchtkraft) so niedrige Temperaturen nicht erwartet.

## Name
Der Name Cyg OB2 #12 setzt sich wie folgt zusammen:
- Cyg: (lat.: Cygnus ‚Schwan‘), da sich der Stern im Sternbild Schwan befindet.
- OB2: eine Ansammlung von Sternen der Spektralklassen O und B.
- #12: eine lfd. Nummer